# 王は踊る
『王は踊る』（おうはおどる、Le Roi danse）は、バロック時代にフランスで活躍した作曲家、ジャン＝バティスト・リュリの生涯を描いた映画である。上映時間115分。2000年製作。ベルギー・フランス・ドイツ合作。ジェラール・コルビオ監督。

## スタッフ
- 監督： ジェラール・コルビオ
- 音楽監修： ラインハルト・ゲーベル

## 出演
| 役名                       | 俳優                     | 日本語吹替 |
| -------------------------- | ------------------------ | ---------- |
| ジャン＝バティスト・リュリ | ボリス・テラル           | 藤原啓治   |
| ルイ14世                   | ブノワ・マジメル         | 関俊彦     |
| モリエール                 | チェッキー・カリョ       | 原康義     |
| アンヌ・ドートリッシュ     | コレット・エマニュエル   |            |
| マザラン枢機卿             | セルジュ・フイヤール     |            |
| マデレーン                 | セシール・ボワ           | 大坂史子   |
| ジュリー                   | クレール・ケーム         | 小林沙苗   |
| ロベール・カンベール       | ヨハン・レイセン         | 神谷和夫   |
| コンティ公                 | イドヴィグ・ステファーヌ |            |

## 特記事項
本作品は、製作から20年前に解読されたルイ14世の「舞踏譜」に着想を得ており、劇中でも当時のバレエを踊る様子が復元した場面がある。また、音楽もバロックと古楽が、当時の楽器（例、バロックバイオリン、ポシェット・バイオリン、フラウト・トラヴェルソ、ナチュラルホルン、ナチュラルトランペットなど）を使用した演奏形式で録音されたものが使用されている。
劇中、リュリがルイ14世の病気快癒を祝して『テ・デウム』を指揮するシーンがある。実際のリュリは当時の長くて重い指揮棒で足を打ち、感染症で死去しているが、そのシーンも再現されている。このことはフジテレビのバラエティ番組「トリビアの泉」でも紹介された。